# 就是俊傑世界巡迴演唱會
就是俊傑世界巡迴演唱會（英語：Just JJ World Tour），是新加坡歌手林俊傑的首次巡迴演唱會。該巡演於2006年6月10日在上海虹口足球場開始，而后巡迴6個城市，並於2007年10月14日再度回到上海舉辦最終場，共演出7場。

## 简介
演唱会将把千年变幻浓缩在舞台上，千年前的人们发现了千年后的林俊杰的音乐光碟，当音乐光碟被打开，以〈一千年以后〉这首歌为线索，表现JJ急速进化的音乐理念，整个演唱会将分成三个阶段：千年乐地战场，数码时代和未来世界。用运电影的表现手法，配合曲目的情节VCR、配乐、灯光整合起来，展现类似星际大战、水世界、魔鬼终结者等电影中的壮观场面，呈现出好莱坞电影大片的气势。

## 曲目與嘉賓
Act 1：未來世界
1. 木乃伊
2. 編號89757
3. 翅膀
4. 原來
5. 簡簡單單

Act 2：善與惡
1. 明天
2. 盜
3. 就是我
4. 不可思議（演唱者：金莎）
5. 被風吹過的夏天（feat. 金莎）
6. 愛笑的眼睛
7. 當你
8. 跟我走吧
9. 記得
10. Beatbox&太鼓
11. 聽不懂沒關係
12. 熟能生巧
13. 黑色幽默
14. 唯一
15. Heal The World
16. I DO（feat. 阿杜）
17. 無能為力（演唱者：阿杜）
18. 他一定很愛妳（演唱者：阿杜）

Act 3：決戰時刻
1. 第二天堂
2. 子彈列車
3. 進化論
4. 美人魚
5. 豆漿油條
6. 波間帶
7. 一千年以後

Encore
1. 曹操
2. 只對你說
3. 江南

以上列表僅以2006年6月24日新加坡場表演的曲目為代表，具體曲目在其他場次可能出現變化。
- 2006年6月10日，上海，與金莎合唱〈被風吹過的夏天〉，金莎獨唱〈不可思議〉；與王心凌合唱〈当你〉，王心凌獨唱〈Woosa Woosa〉、《我会好好的》[1]。
- 2006年6月24日，新加坡，與金莎合唱〈被風吹過的夏天〉，金莎獨唱〈不可思議〉；與阿杜合唱〈I DO〉，阿杜獨唱〈無能為力〉、〈他一定很愛妳〉[4]。
- 2006年7月1日，馬來西亞，與林宇中合唱〈失戀學〉、〈江南〉、〈再見〉、〈熟能生巧〉、〈流行主教〉，林宇中獨唱〈靠岸〉、〈工體北〉[5]。
- 2006年9月16日，武漢，與金莎合唱〈被風吹過的夏天〉，金莎獨唱〈不可思議〉；與阿杜合唱〈I DO〉，阿杜獨唱〈他一定很愛妳〉[6]。
- 2006年9月30日，天津，與金莎合唱〈被風吹過的夏天〉，金莎獨唱〈不可思議〉[7]。
- 2006年12月29日，臺北，與林宇中合唱〈簡簡單單〉、〈再见〉、〈冻结〉、〈失恋学〉、〈All Out Of Love〉；與张韶涵合唱〈保护色〉；與蔡依林合唱〈天空〉、〈今天你要嫁给我〉；與阿杜合唱〈I DO〉[8]。
- 2007年10月14日，上海，與林宇中合唱〈旋律〉、〈淋雨中〉，林宇中獨唱〈工體北〉；與金莎合唱〈發現愛〉，金莎獨唱〈大小姐〉；與阿杜合唱〈I DO〉[2]。

## 場次列表
| 場次 | 日期           | 國家／地區 | 城市     | 場館             | 嘉賓                         |
| ---- | -------------- | ---------- | -------- | ---------------- | ---------------------------- |
| 1    | 2006年6月10日  | 中国大陆   | 上海     | 虹口足球場       | 金莎、王心凌                 |
| 2    | 2006年6月24日  | 新加坡     | 新加坡   | 新加坡室內體育館 | 金莎、阿杜                   |
| 3    | 2006年7月1日   | 马来西亚   | 雲頂高原 | 雲頂雲星劇場     | 林宇中、金莎                 |
| 4    | 2006年9月16日  | 中国大陆   | 武漢     | 新華路體育場     | 金莎、阿杜                   |
| 5    | 2006年9月30日  | 中国大陆   | 天津     | 泰達足球場       | 金莎、阿杜                   |
| 6    | 2006年12月29日 | 臺灣       | 台北     | 台北小巨蛋       | 林宇中、張韶涵、蔡依林、阿杜 |
| 7    | 2007年10月14日 | 中国大陆   | 上海     | 虹口足球場       | 林宇中、金莎                 |